# Soubré
Soubré este o comună din regiunea Nawa, Coasta de Fildeș.